# Liste der Ehrenbürger von Radebeul
In dieser Liste sind Ehrenbürger aufgeführt, die in der sächsischen Stadt Radebeul oder in der bis 1935 eigenständigen Stadt Kötzschenbroda, heute Stadtteil von Radebeul, diese Würde erhielten.

## Ehrenbürgerliste
Die Verleihungen erfolgten ab 1924, als sowohl Radebeul als auch Kötzschenbroda das Stadtrecht zuerkannt bekamen. Seit diesem Zeitpunkt haben beide, Kötzschenbroda aber nur bis zur Vereinigung mit Radebeul im Jahre 1935, auf Beschluss ihrer Stadtverordneten- beziehungsweise Ratsversammlung Persönlichkeiten ihrer Zeit die Ehrenbürgerschaft zuerkannt.
Die beiden einzigen nicht politisch motivierten Ehrenbürgerschaften gingen 1927 an den Unternehmer, Erfinder und bedeutenden Mäzen Johannes Wilhelm Hofmann zum 25. Firmenjubiläum sowie, als erste nach der Vereinigung beider Städte, im Jahre 1956 an den Maler Paul Wilhelm zu seinem 70. Geburtstag.
Adolf Hitler wie auch der zuständige Reichsstatthalter waren zur Zeit des Nationalsozialismus, wie damals in vielen Städten üblich, ebenfalls Ehrenbürger der beiden Städte. Ob jenen der Status nach Mai 1945 aktiv durch den Stadtrat aberkannt wurde, ist derzeit nicht bekannt, geschah aber zumindest bezüglich des damals noch lebenden Mutschmanns passiv „gemäß Artikel VIII, Ziffer II, Buchstabe i der Direktive 38 des Alliierten Kontrollrats in Deutschland vom 12. Oktober 1946“.
| Name                     | Geburtsjahr | Geburtsort         | Todesjahr | Sterbeort      | Ehrenbürgerschaft | Anmerkungen |
| ------------------------ | ----------- | ------------------ | --------- | -------------- | ----------------- | --- |
| Curt Adolf Schnabel      | 1863        | Dresden            | 1938      | Kötzschenbroda | 1926              | Ehrenbürger von Kötzschenbroda. Medizinalrat, Gemeindevorstand, betrieb seit 1903 die Apotheke zu Kötzschenbroda |
| Robert Werner            | 1862        | Kleinthiemig       | 1932      | Dresden        | 1927              | Ehrenbürger von Radebeul. Gemeindevorsteher seit 1893, erster Bürgermeister von Radebeul (1924–1927), ab 1927 Vorsitzender des Verschönerungs- und Verkehrsvereins für die Lößnitz, zum Ausscheiden aus dem Bürgermeisteramt. Ihm zu Ehren erfolgte die Benennung des Robert-Werner-Platzes in Alt-Radebeul |
| Johannes Wilhelm Hofmann | 1876        | König Erbach       | 1956      | München        | 1927              | Ehrenbürger von Kötzschenbroda. Unternehmer, Ingenieur und Erfinder, Elektroarmaturenwerk JWH, Wohltäter, zum 25. Firmenjubiläum |
| Oswald Hans              | 1866        | Glauchau           | 1946      | Radebeul       | 1929              | Ehrenbürger von Kötzschenbroda. Gemeindevorstand von Niederlößnitz ab 1904, erster Bürgermeister von Kötzschenbroda (1924–1929), zum 25. Amtsjubiläum |
| Paul von Hindenburg      | 1847        | Posen              | 1934      | Gut Neudeck    | 1933              | Ehrenbürger von Radebeul und Kötzschenbroda. Reichspräsident |
| Adolf Hitler             | 1889        | Braunau am Inn     | 1945      | Berlin         | 1933              | Ehrenbürger von Radebeul und Kötzschenbroda. Reichskanzler. |
| Martin Mutschmann        | 1879        | Hirschberg (Saale) | 1947      | Moskau         | 1933              | Ehemaliger Ehrenbürger von Radebeul und Kötzschenbroda. NSDAP-Gauleiter von Sachsen, Reichsstatthalter in Sachsen. Aberkannt passiv 12. Oktober 1946 |
| Paul Wilhelm             | 1886        | Greiz              | 1965      | Niederlößnitz  | 1956              | Ehrenbürger von Radebeul. Maler und Grafiker, zum 70. Geburtstag. Ehrenpension ab 1960. Seit 1967 trägt der Professor-Wilhelm-Ring in Niederlößnitz seinen Namen. |
| Hellmuth Rauner          | 1895        | Chemnitz           | 1975      | Radebeul       | 1965              | Ehrenbürger von Radebeul. Kommunalpolitiker und Kulturfunktionär, zum 70. Geburtstag. Er ist auf dem Friedhof Naundorf-Zitzschewig beerdigt. |
| Arthur Weiß              | 1900        | Kleinthiemig       | 1981      | Radebeul       | 1970              | Ehrenbürger von Radebeul. Kommunalpolitiker, zum 70. Geburtstag |
| Ilja Bela Schulmann      | 1922        | Homel              | 2014      | Bochum         | 1985              | Ehrenbürger von Radebeul. Dolmetscher der Roten Armee, für „die fast kampflose Kapitulation Radebeuls“, zum „40. Jahrestag der Befreiung vom Hitler-Faschismus“. |
| Boris Taranenko          | 1910        |                    | 1988      | Rostow?        | 1985              | Ehrenbürger von Radebeul. Hauptmann der Roten Armee, Funktionsträger der einstigen Stadtkommandantur, für „die fast kampflose Kapitulation Radebeuls“, zum „40. Jahrestag der Befreiung vom Hitler-Faschismus“                                                                                              |

## Ehrenurkunde
Anlässlich des 80. Geburtstags von Liselotte Schließer (1918–2004), des „wandelnden Radebeul-Lexikons“, im Jahr 1998 verlieh ihr die Stadt Radebeul eine Ehrenurkunde „in Würdigung hervorragender Leistungen bei der Erforschung und Darstellung der Geschichte der Stadt Radebeul“.

## Potentielle Ehrenbürger
Anlässlich des 60. Geburtstags von Hans Stosch-Sarrasani senior (1873–1934), des Gründers des international renommierten Zirkus Sarrasani, erhielt die Radebeuler Gartenstraße Sarrasanis Namen, was 1945 rückgängig gemacht wurde. Ein Beschluss, ihn zum Ehrenbürger der Stadt zu ernennen, konnte aufgrund des unerwartet eintretenden Todes des sich in São Paulo/Brasilien aufhaltenden Sarrasani nicht mehr realisiert werden.
Anlässlich des 80. Geburtstags von Klara May (1864–1944), Witwe, Generalerbin und Testamentsvollstreckerin von Karl May, sollte diese zur Radebeuler Ehrenbürgerin ernannt werden, so der Vorschlag von Angela Hammitzsch, Ehefrau von Martin Hammitzsch, Halbschwester von Adolf Hitler und Freundin von Klara May. Als der Radebeuler Oberbürgermeister Heinrich Severit diesen Vorschlag zur Klärung weiterreichte, intervenierte der Gauleiter und Reichsstatthalter Martin Mutschmann persönlich. Grund waren vermutlich die nicht ausgeräumten Verdächtigungen gegenüber Klara Mays erstem Mann und Karl Mays Freund Richard Plöhn als „Halbjude“, der bis 1942 im Gemeinschaftsgrab Plöhn-May gelegen hatte und dessentwegen die angesetzten großartigen Feierlichkeiten zu Karl Mays 100. Geburtstag abgesagt wurden, um die bereits eingeladenen „NS-Größen“ nicht zu kompromittieren.